# ذو البطن المسطح
ذو البطن المسطح (الاسم العلمي: Platygaster)، جنس دبابير طفيلية من فصيلة مسطحات البطون. هناك أكثر من 560 نوعًا موصوفًا في ذو البطن المسطح.